# Egashira Kazuki
Kazuki Egashira (江頭 一輝 Egashira Kazuki, sinh ngày 13 tháng 5 năm 1997) là một cầu thủ bóng đá người Nhật Bản. Anh thi đấu cho Grulla Morioka.

## Sự nghiệp
Kazuki Egashira gia nhập câu lạc bộ J3 League Oita Trinita năm 2016. Ngày 22 tháng 9, anh ra mắt ở Cúp Hoàng đế Nhật Bản (v Shimizu S-Pulse).

## Thống kê câu lạc bộ
Cập nhật đến ngày 23 tháng 2 năm 2018.
| Thành tích câu lạc bộ | Thành tích câu lạc bộ | Thành tích câu lạc bộ | Giải vô địch | Giải vô địch | Cúp                   | Cúp                   | Tổng cộng | Tổng cộng |
| Mùa giải              | Câu lạc bộ            | Giải vô địch          | Số trận      | Bàn thắng    | Số trận               | Bàn thắng             | Số trận   | Bàn thắng |
| Nhật Bản              | Nhật Bản              | Nhật Bản              | Giải vô địch | Giải vô địch | Cúp Hoàng đế Nhật Bản | Cúp Hoàng đế Nhật Bản | Tổng cộng | Tổng cộng |
| --------------------- | --------------------- | --------------------- | ------------ | ------------ | --------------------- | --------------------- | --------- | --------- |
| 2016                  | Oita Trinita          | J3 League             | 0            | 0            | 1                     | 0                     | 1         | 0         |
| 2017                  | Suzuka Unlimited FC   | JRL (Tōkai)           | 14           | 1            | 1                     | 0                     | 15        | 1         |
| Tổng                  | Tổng                  | Tổng                  | 0            | 0            | 1                     | 0                     | 1         | 0         |